# SBus

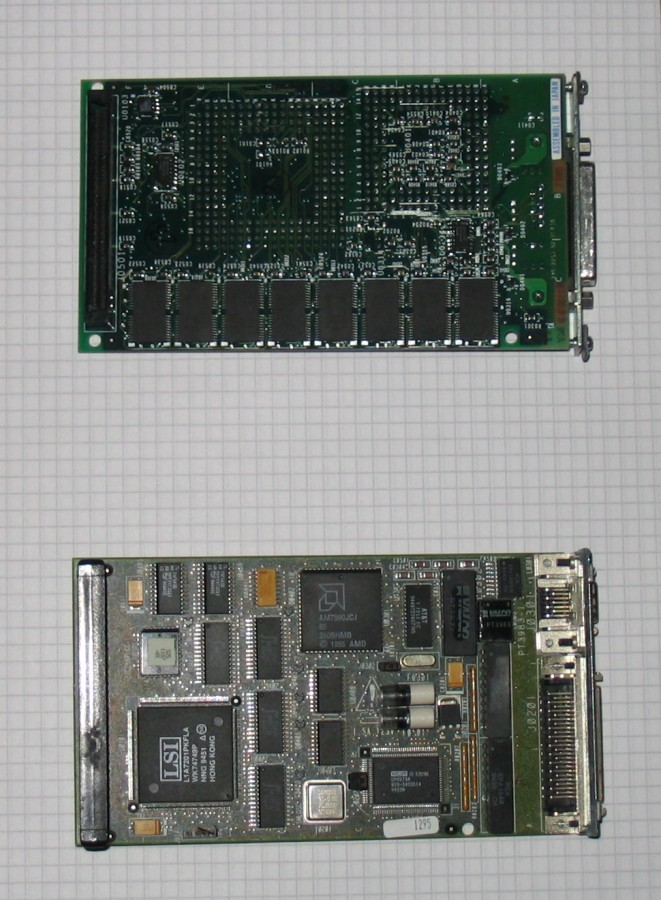
Dos tarjetas SBus

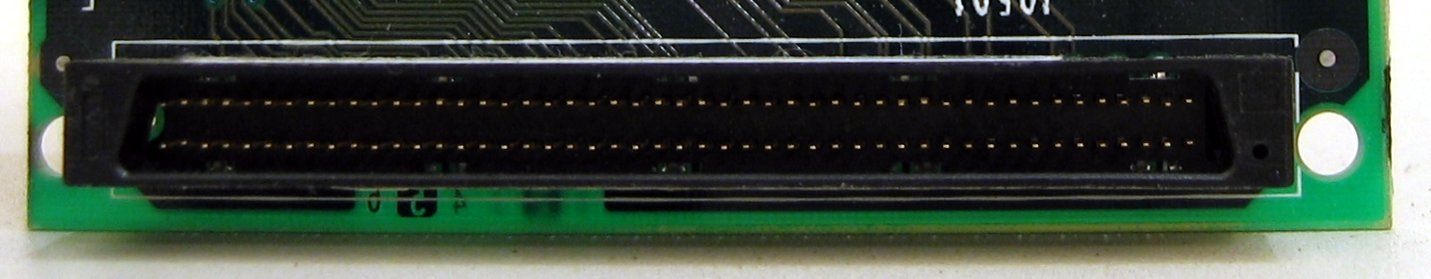
Conector macho SBus

SBus es un sistema de bus informático que fue utilizado, en mayor parte, en las computadoras basadas en SPARC (incluidas todas las estaciones SPARC ) de Sun Microsystems y otros sistemas durante la década de los 1990. Fue introducido por Sun en 1989 para ser un bus de alta velocidad para sus procesadores SPARC de alto rendimiento, reemplazando al VMEbus (que en ese momento era obsoleto) utilizado en los sistemas basados en los procesadores Motorola 68020 y 68030 y en las primeras cajas SPARC.
Cuando Sun comenzó a definir al SPARC a principios de la década de 1990, SBus fue estandarizado y se convirtió en el IEEE-1496. En 1997, Sun comenzó a migrar de SBus al bus PCI. Actualmente, el SBus ya no es utilizable.
Las primeras tarjetas SBus, fabricadas por terceros, fueron anunciadas en 1989 por la compañía Antares Microsystems; estos, se trataban de un controlador Ethernet 10BASE2, un adaptador de host SCSI-SNS, un puerto paralelo y un controlador serie de 8 canales.
La especificación del SBus fue publicado por los fundadores de Troubador Technologies: Edward H. Frank y James D. Lyle. Lyle,publicó en 1992 una guía técnica del bus. Sun también publicó una serie de libros como "kit de desarrollador" para fomentar el desarrollo de productos para terceros.
Durante su mayor apogeo en el mercado, existían más de 250 fabricantes que figuraban en el Directorio de productos SBus, que posteriormente se hizo llamar "Directorio de productos SPARC" en el año 1996.
SBus es, en muchos sentidos, un diseño "limpio". Estaba diseñado para usarse únicamente con procesadores SPARC, por lo que la mayoría de los problemas multiplataforma no fueron considerados. SBus se basa en un bus de datos y direcciones big-endian de 32 bits y puede funcionar a velocidades que van desde 16,67 MHz a 25 MHz, y es capaz de transferir hasta 100 MB/s. Cada dispositivo se asigna a un espacio de direcciones de 28 bits (256 MB). Sólo se admiten ocho maestros, aunque puede haber un número ilimitado de esclavos.
Cuando se introdujo UltraSPARC de 64 bits, SBus se modificó para admitir transferencias extendidas de una palabra doble de 64 bits por ciclo para producir un bus de 64 bits de 200 MB/s. Esta variante de la arquitectura SBus usaba el mismo factor de forma y era compatible con dispositivos existentes, ya que las transferencias extendidas son una característica opcional.
Las tarjetas SBus tenían un formato muy compacto para la época. Una tarjeta de un solo ancho medía 83,82 milímetros (3,3 plg) de ancho por 146,7 milímetros (5,8 plg) largo y está diseñado para montarse paralelo a la placa base. Esto permitió tres ranuras de expansión en la delgada carcasa tipo "caja de pizza" de SPARCstation 1. El diseño también permite tarjetas de doble o triple ancho que ocupan dos o tres ranuras, así como tarjetas de doble altura (dos placas de 3x5 pulgadas montadas en una configuración "sándwich").
SBus se anunció originalmente como un bus de sistema y una interconexión de periféricos que permitía a los dispositivos de entrada y salida un acceso a la memoria con una relativa baja latencia. Sin embargo, pronto las velocidades de la memoria y de la unidad central de procesamiento (CPU) superaron el rendimiento de E/S. Al cabo de un año, algunos sistemas Sun utilizaban MBus, otro estándar de interconexión, como bus de memoria de la CPU. El SBus sirvió como bus de entrada/salida durante el resto de su vida útil.